# Bartolomeo (vescovo)
Bartolomeo (... – Torino, 1364) è stato un vescovo cattolico italiano.

## Biografia
Sulla vita di Bartolomeo, vescovo di Torino, pochissime e frammentarie sono le notizie.
Prima di essere eletto alla guida della diocesi torinese, si sa che fu legato agli ambienti avignonesi come delegato pontificio. Alla morte di Tommaso II di Savoia, suo predecessore come vescovo di Torino, venne nominato a quella cattedra sul finire del 1362.
Prima di raggiungere la propria sede, istitutì un canonicato per la chiesa di San Maurizio di Pinerolo, che affidò ad Antonio Trucchietto, oltre a concedere indulgenze a quanti avessero visitato la chiesa di Santa Maria della Stella presso Rivoli.
Morì a Torino nel 1364.